# La Mata (ort i Spanien)
La Mata är en ort i Spanien.   Den ligger i provinsen Toledo och regionen Kastilien-La Mancha, i den centrala delen av landet, 80 km sydväst om huvudstaden Madrid. La Mata ligger 564 meter över havet och antalet invånare är 947.
Terrängen runt La Mata är huvudsakligen platt, men åt sydväst är den kuperad. La Mata ligger uppe på en höjd. Runt La Mata är det ganska glesbefolkat, med 48 invånare per kvadratkilometer. Närmaste större samhälle är Torrijos, 13,9 km öster om La Mata. Trakten runt La Mata består till största delen av jordbruksmark.